# Makiv, Dunaiivți
Makiv (în ucraineană Маків) este localitatea de reședință a comunei Makiv din raionul Dunaiivți, regiunea Hmelnîțkîi, Ucraina.

## Demografie
Componența lingvistică a localității Makiv
     Ucraineană (98,22%)
     Rusă (1,42%)
     Alte limbi (0,15%)
Conform recensământului din 2001, majoritatea populației localității Makiv era vorbitoare de ucraineană (98,22%), existând în minoritate și vorbitori de rusă (1,42%).